# Alsophylax emilia
Alsophylax emilia  — вид ящірок з родини геконових. Описаний у 2023 році.

## Назва
Вид названо на честь узбецької герпетологині Емілії Вашетко (1940-2022).

## Поширення
Вид є ендеміком Ферганської долини в Узбекистані. Відомий лише у типовому місцезнаходженні — район Джилдалісойського водосховища неподалік міста Коканд.